# Attilio Degrassi
Attilio Degrassi (né à Trieste le 21 juin 1887, mort à Rome le 1er juin 1969) est un archéologue italien et un érudit de l'épigraphie latine qui était membre de l'Académie des Lyncéens.

## Biographie
Attilio Degrassi enseigna comme professeur d'histoire grecque et romaine, à l'université de Padoue où il eut notamment comme élève l'épigraphiste Silvio Panciera qui fit carrière au Département de sciences historiques, archéologiques et anthropologiques de l'antiquité de l'Université La Sapienza de Rome.
Comme épigraphiste, Attilio Degrassi fut très influent, non seulement pour la collecte et la publication des inscriptions, mais aussi dans la définition de la discipline et dans la préparation de quelques-uns de ceux qui sont devenus les professionnels actuels du secteur.
Son travail le plus important fut Inscriptiones latinae liberae rei publicae publié entre 1957 et 1963, en deux volumes.
Il a également publié d'autres inscriptions républicaines latines (les fastes consulaires, par exemple), les rendant ainsi accessibles aux chercheurs et aux étudiants. Un examen des travaux dans la revue de Classical Philology avait loué la qualité de la publication et l'importance de la collection (voir S. Irvin Oost, Classical Philology, 60, n° 1, janvier 1965).

## Travaux
- Il confine nord-orientale dell'Italia romana : ricerche storico-topografiche (1954).
- Quattuorviri in colonie romane e in municipi retti da duoviri (1957).
- Inscriptiones latinae liberae rei publicae (1957-1963).
- Scritti vari di antichità, raccolti da amici e allievi nel 75°compleanno dell'autore (1962).
- Inscriptiones Latinae liberae rei publicae: imagines. Consilio et auctoritate Academiae Scientiarum (1965).
- Epigrafia latina. Con un'appendice bibliografica di Attilio Degrassi (1968).
- Epigrafia. Actes du colloque international d'épigraphie latine en mémoire de Attilio Degrassi, Rome, 27-28 mai 1988

compte-rendu des Actes par Raepsaet-Charlier Marie-Thérèse, In: L'antiquité classique, Tome 63, 1994. pp. 499-501 en ligne sur Persée